# Roscoea kunmingensis
Roscoea kunmingensis là một loài thực vật có hoa trong họ Gừng. Loài này được Shao Quan Tong miêu tả khoa học đầu tiên năm 1992.

## Từ nguyên
Tính từ định danh kunmingensis lấy theo địa danh Côn Minh, nơi thu thập mẫu.

## Phân bố, môi trường sống
Rừng, ở cao độ 2.100-2.200 m. Có tại Côn Minh, Vân Nam. Tên gọi trong tiếng Trung là 昆明象牙参 (Côn Minh tượng nha sâm), nghĩa đen là sâm răng voi Côn Minh.

## Mô tả
Cây cao 8–12 cm. Lá không phiến lá ~4. Lưỡi bẹ ~3 mm; phiến lá hình mũi mác hoặc hẹp như vậy, 8-20 × 2,5-3(-4,2) cm, nhẵn nhụi, đỉnh nhọn hoặc ngắn như vậy. Cụm hoa 1 hoặc 2 hoa; cuống bao được các bẹ lá bao quanh; lá bắc hình ống, 0,5-0,7(-3,5) cm, hiếm khi đến 8 cm sau khi nở hoa, đỉnh nhọn, 2 răng. Ống tràng hoa 3,5–4 cm; thùy trung tâm thuôn dài, 1,5–2 cm × 6–8 mm; các thùy bên thẳng-thuôn dài, hẹp hơn thùy trung tâm. Các nhị lép bên hình trứng hẹp-hình nêm, ~1,4 cm. Cánh môi uốn ngược, với những đường màu trắng trên vuốt, hình trứng ngược-hình nêm, 1,6-2,1 × 1-1,5 cm, đỉnh 2 thùy xẻ sâu. Các ngăn bao phấn ~4 mm; cựa liên kết ~3 mm. Bầu nhụy hình trụ, 3-3,5 cm × 6–7 mm. Hạt hình trứng ngược, ~3,5 mm. Ra hoa tháng 5-6.
Shao Quan Tong cũng mô tả một thứ là R. kunmingensis var. elongatobractea, với đặc điểm là phiến lá rộng tới 4,2 cm, lá bắc 2,5-3,5 cm và dài tới 8 cm sau khi nở hoa, ra hoa trong tháng 6, tên gọi trong tiếng Trung là 延苞象牙参 (diên bao tượng nha sâm), nghĩa đen là sâm răng voi lá bắc dài. Trong khi đó thì dạng nguyên chủng (R. kunmingensis var. kunmingensis) có phiến lá rộng 2,5–3 cm và lá bắc chỉ dài 0,5-0,7 cm, ra hoa tháng 5. Tuy nhiên, các nguồn như POWO, WCSP, The Plant List không coi đặc điểm này là đủ để tách R. kunmingensis var. elongatobractea ra thành một thứ khác biệt.
R. kunmingensis có quan hệ họ hàng gần với R. praecox.